# 卡纳维拉尔角空军基地14号发射台
卡纳维拉尔角空军基地14号发射复合体 (LC-14)位于佛罗里达州的梅里特岛卡纳维拉尔角。该发射场用于宇宙神系列火箭的载人和非载人发射。该发射场以发射了将第一位美国人约翰·格伦送入地球轨道的自由船7号而出名。

## 历史
该发射复合体因承担了将首位美国宇航员送入地球轨道的水星-宇宙神6号发射任务而闻名。它也承担了其余的三次水星计划的发射任务，以及诸多不载人的宇宙神火箭发射。随后，该发射场服务于发射用于双子座计划的宇宙神-阿金纳火箭。后来该发射场因退役的原因被废弃，它临近大西洋的环境为金属锈蚀提供了良好的环境，复合体的红色起重塔结构已在70年代出于安全考虑而拆除。

## 修复
1997年，第45航天联队在第45作战支援中队及其指挥官丹尼斯希利中校的支持下，着手恢复了部分LC-14的设施。
而更多的修复工作则是波音和约翰逊控制公司完成的，洛克希德·马丁和KBR公司也提供了帮助。
几个月后，原14号发射场的防护室内外及原先的宇航员修整室都被恢复，而防护是被改造成会议室供军方，NASA和承包商使用。出席1998年5月的发射场重启用仪式的人有前水星计划者宇航员戈尔登·库勃，斯科特卡彭特指挥官，维吉尔·格里森的妻子贝蒂·格里森，以及五六十年代的喜剧演员比尔·达纳。
而参与宇航员的其他宇航员中，前美国参议员约翰·格伦由于参加航天飞机飞行而没有参加，机长瓦尔特·施艾拉由于日程表冲突也没能出席。迪克·斯雷顿已于1993年逝世，艾伦·谢泼得少将因病未能参加。大部分人都不知道当时谢泼得备受晚期白血病折磨，启用仪式后不久便辞世。

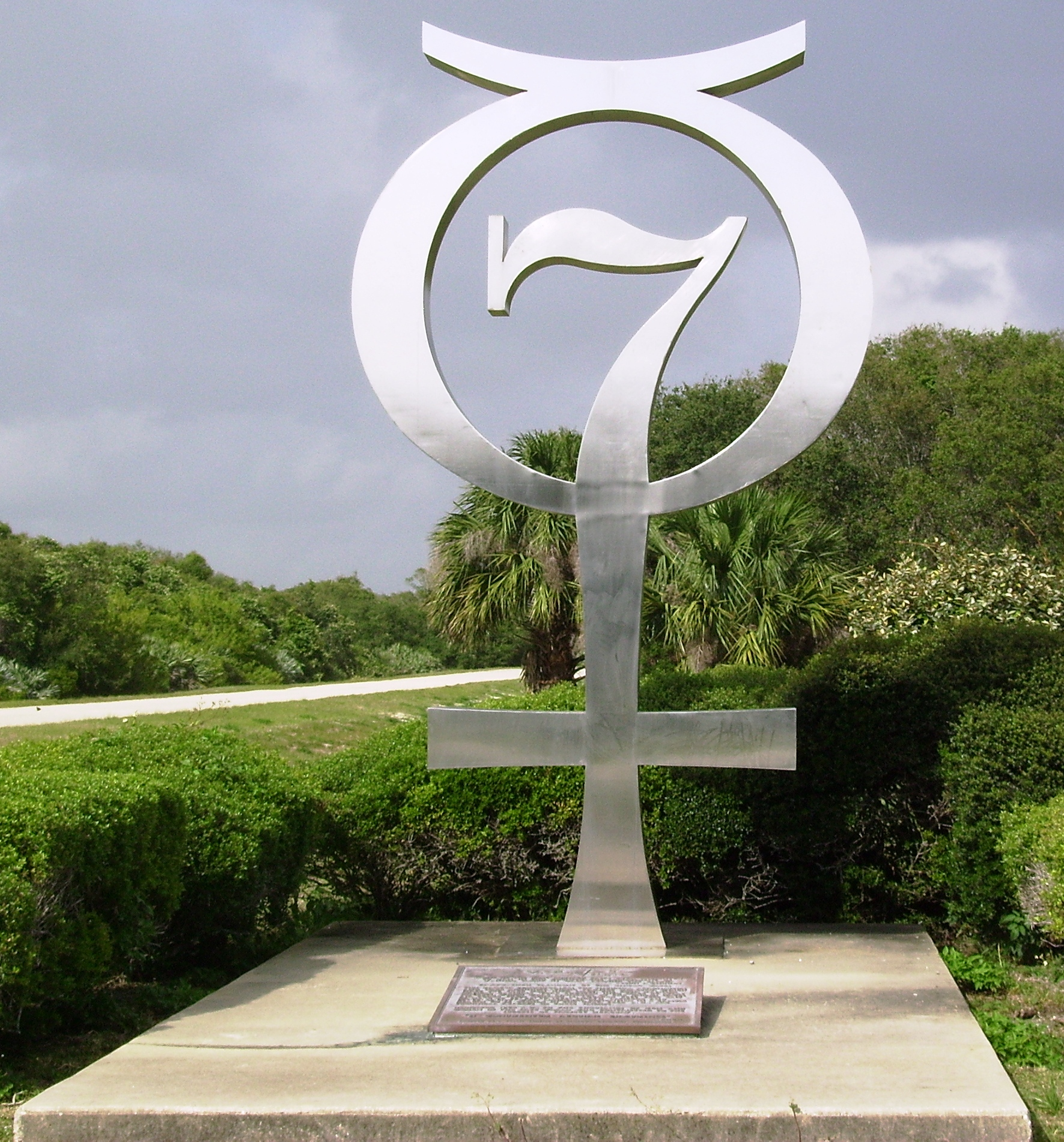
水星计划的纪念碑被放置在通往发射台的道路

在焕然一新的防护室室内，还陈列着历史档案，图片，水星计划中有纪念意义的事物，也包括防护室修复前后的照片。如果时间和资金允许，针对发射场的后续修缮还将继续。通往发射场的道路周围建造了许多纪念物，用以纪念水星计划，以及该计划中从此发射场发射升空的四艘载人飞船。这些纪念物包括一座大型钛合金水星计划标志，其下埋藏着一个装载了许多水星计划技术资料的时空舱。时空舱计划于2464年开启，即水星计划结束500年以后。发射台的斜坡上有一个花岗岩纪念碑。 

## 图集

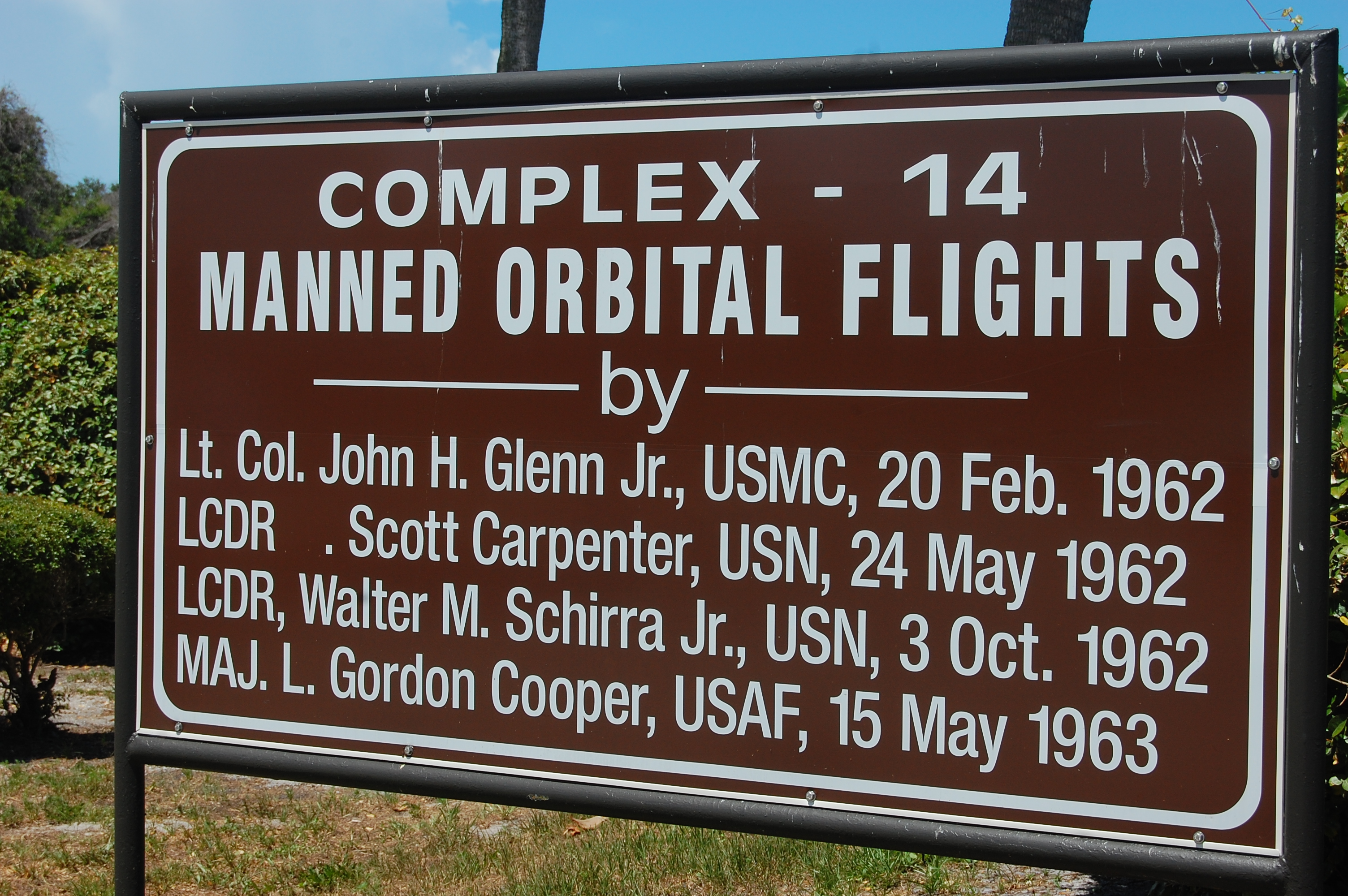
标志
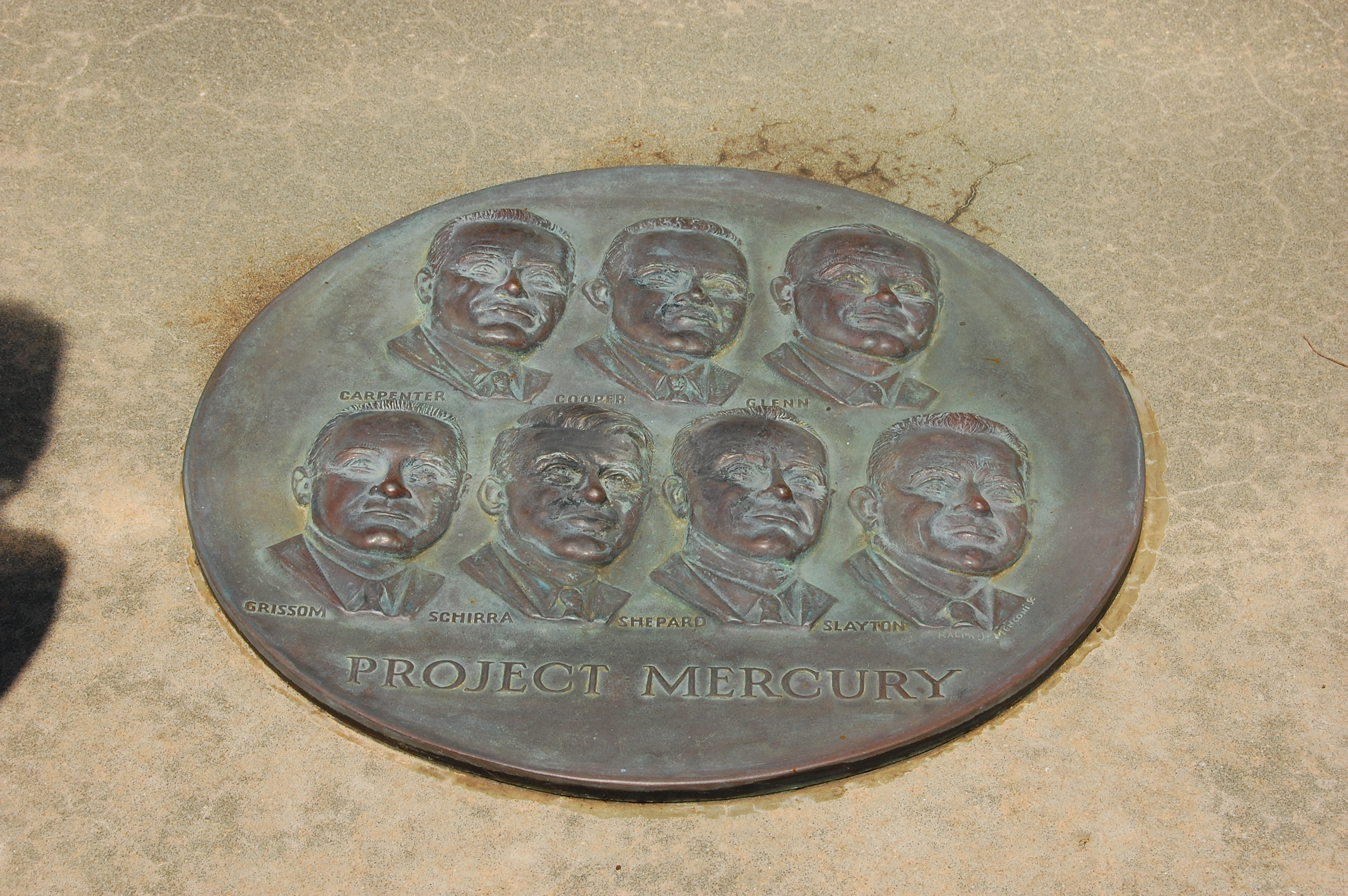
水星7号
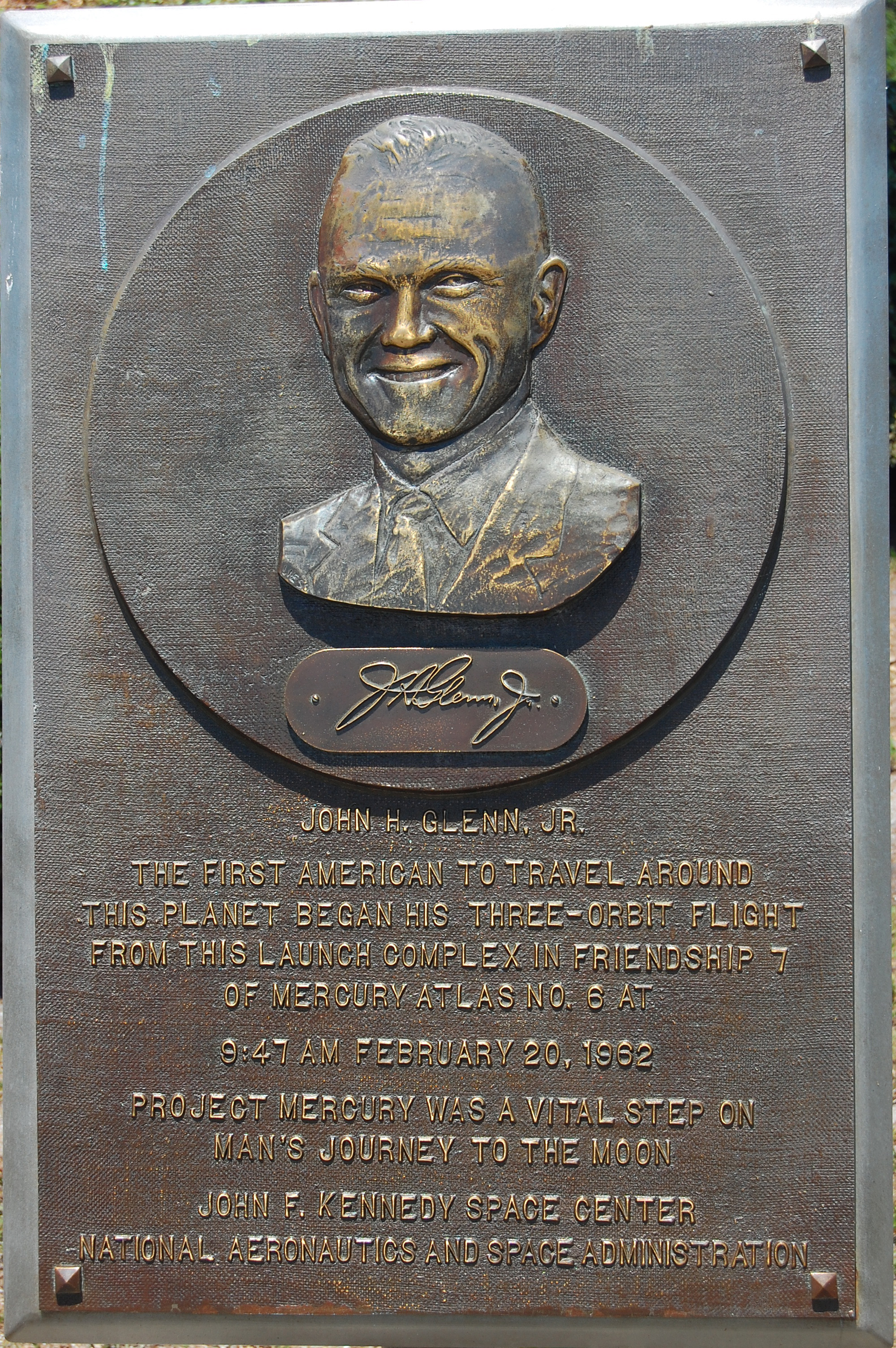
纪念格伦的石板
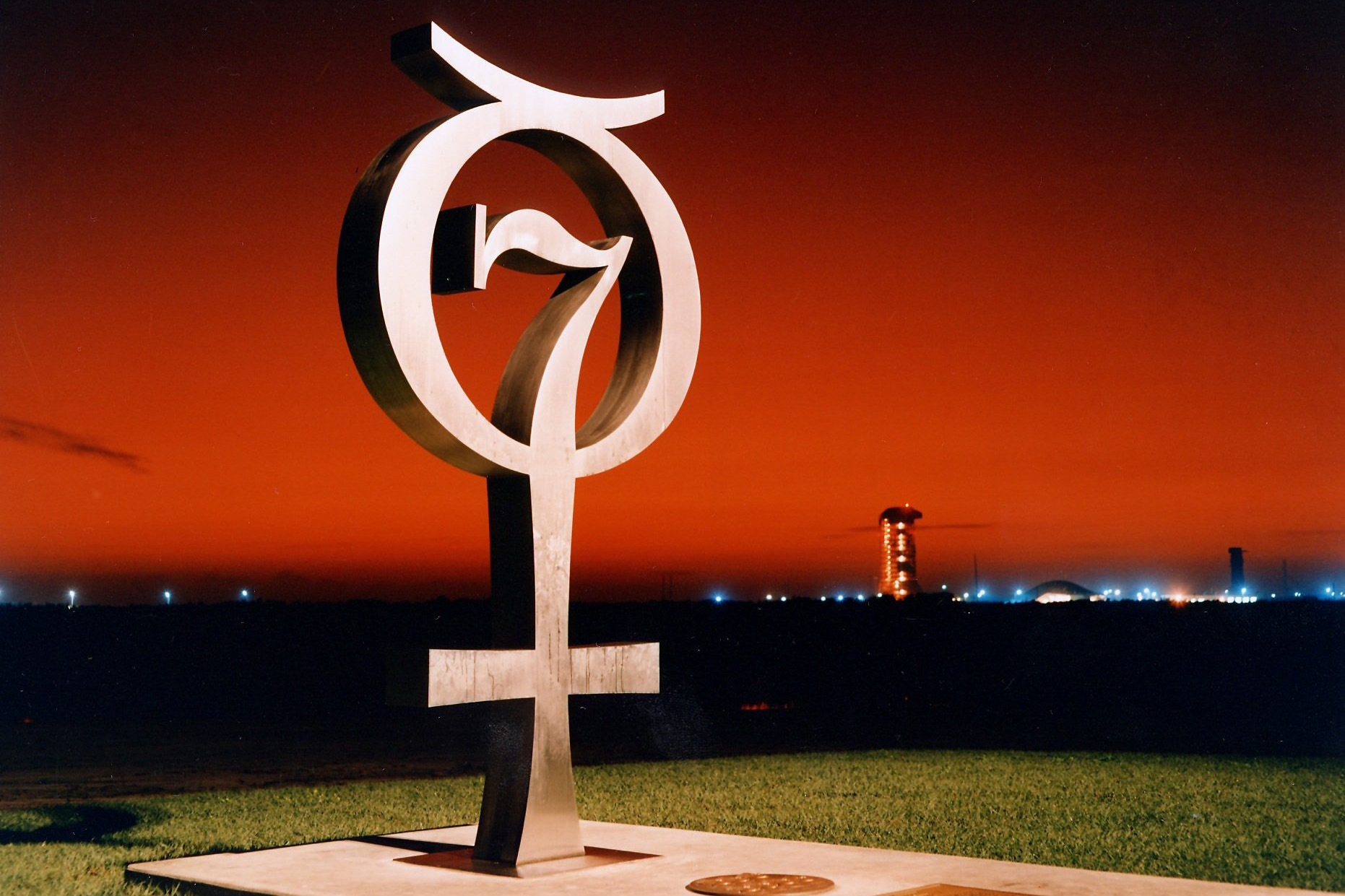
水星7号纪念碑，立于1964年，背景是14号发射场
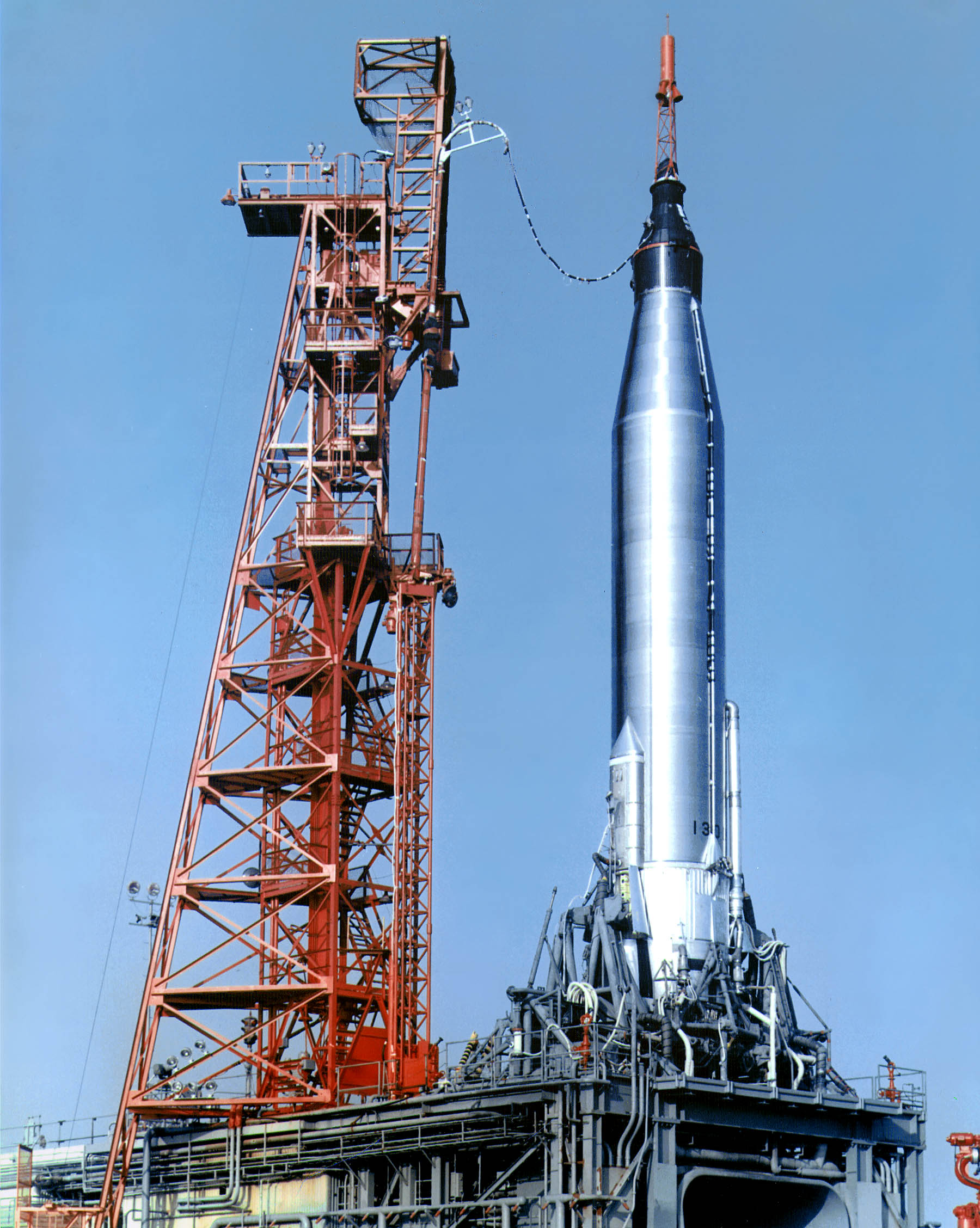
水星-宇宙神9号